# Comité linguistique pan-sud-africain

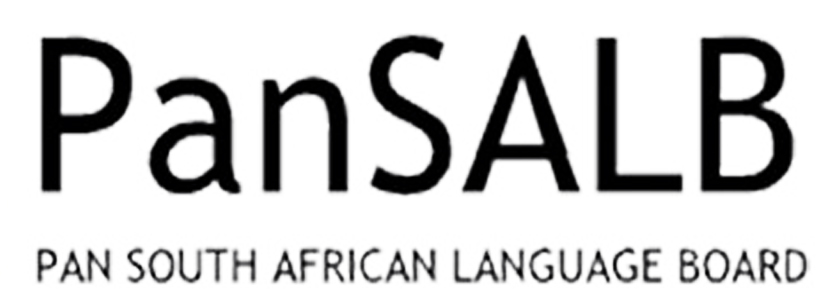
PanSALB logo

Le Comité linguistique pan-sud-africain, Pan South African Language Board (PanSALB)  en anglais, est une organisation établie pour promouvoir le multilinguisme et les droits linguistiques, et développer les langues officielles de l’Afrique du Sud. Il est régi par une loi du parlement en 1995 et amendement de 1999.
Les langues officielles de la République d’Afrique du Sud sont le zoulou, le xhosa, l'afrikaans, le sotho du Nord, le tswana, l'anglais, le sotho du Sud, le tsonga, le swati, le venda et le ndébélé du Transvaal.
Le PanSALB travaille à obtenir un statut équivalent pour plusieurs langues khoïsan et le langage des signes sud-africain.